# كلير إل. إيفانز
كلير إل. إيفانز (بالإنجليزية: Claire L. Evans)‏ هي موسيقية وفنانة أمريكية، ولدت في 1985.

## وصلات خارجية
- الموقع الرسمي
- كلير إيفانز على موقع IMDb (الإنجليزية)
- كلير إيفانز على موقع ميوزك برينز (الإنجليزية)
- كلير إيفانز على موقع ميوزك برينز (الإنجليزية)
- كلير إيفانز على موقع ديسكوغز (الإنجليزية)
- كلير إيفانز على موقع ديسكوغز (الإنجليزية)
- كلير إيفانز على موقع قاعدة بيانات الفيلم (الإنجليزية)